# Сейкалан-е-Варзаль
Сейкалан-е-Варзаль (перс. صيقلان ورزل) — село в Ірані, у дегестані Лякан, в Центральному бахші, шагрестані Решт остану Ґілян. За даними перепису 2006 року, його населення становило 523 особи, що проживали у складі 139 сімей.

## Клімат
Середня річна температура становить 14,15°C, середня максимальна – 27,59°C, а середня мінімальна – -1,01°C. Середня річна кількість опадів – 1048 мм.
| Клімат поселення                              | Клімат поселення | Клімат поселення | Клімат поселення | Клімат поселення | Клімат поселення | Клімат поселення | Клімат поселення | Клімат поселення | Клімат поселення | Клімат поселення | Клімат поселення | Клімат поселення | Клімат поселення |
| Показник                                      | Січ.             | Лют.             | Бер.             | Квіт.            | Трав.            | Черв.            | Лип.             | Серп.            | Вер.             | Жовт.            | Лист.            | Груд.            |                  |
| Середній максимум, °C                         | 8,10             | 9,03             | 11,72            | 17,83            | 21,83            | 25,39            | 27,37            | 27,59            | 24,74            | 20,89            | 16,36            | 11,74            |                  |
| Середня температура, °C                       | 3,54             | 4,46             | 7,17             | 13,27            | 17,27            | 20,84            | 23,14            | 23,35            | 20,50            | 16,65            | 12,13            | 7,51             |                  |
| Середній мінімум, °C                          | −1,01            | −0,09            | 2,62             | 8,72             | 12,72            | 16,27            | 18,90            | 19,12            | 16,27            | 12,41            | 7,88             | 3,26             |                  |
| Норма опадів, мм                              | 112              | 90               | 83               | 52               | 44               | 28               | 24               | 51               | 106              | 162              | 149              | 147              |                  |
| Середньомісячна швидкість вітру, м/с          | 2.26             | 2.35             | 2.40             | 2.30             | 2.30             | 2.49             | 2.50             | 2.40             | 2.18             | 2.00             | 1.90             | 1.98             |                  |
| Середньомісячна сонячна радіація, кДж/м²·день | 6849             | 8972             | 11038            | 15740            | 19918            | 22121            | 23070            | 19542            | 16070            | 11028            | 8639             | 6608             |                  |
| --------------------------------------------- | ---------------- | ---------------- | ---------------- | ---------------- | ---------------- | ---------------- | ---------------- | ---------------- | ---------------- | ---------------- | ---------------- | ---------------- | ---------------- |
| Джерело:                                      |                  |                  |                  |                  |                  |                  |                  |                  |                  |                  |                  |                  |                  |